# District de Jeongseon
Le district de Jeongseon (Jeongseon-gun) est un district de la province du Gangwon, en Corée du Sud. Cette région est célèbre en tant que berceau de la plus populaire des chansons traditionnelles coréennes, l'Arirang. Située au cœur des monts Taebaek, c'est une région montagneuse couverte à 86 % par la forêt, aux sources de la rivière Han, le fleuve qui arrose Séoul. Le district comprend 22 montagnes de plus de 1000 mètres d'altitude. Il abrite une station de ski (High 1 Ski Resort) et accueillera en 2018 l'épreuve de descente des Jeux olympiques de Pyeongchang dans la nouvelle station de Jungbong.
Les symboles du district sont le lindera obtusiloba, le faucon crécerelle et la pulsatilla tongkangensis, une fleur qui ne pousse qu'en Corée.

## Géographie
Le district est composé de 4 petites villes (eup) qui sont Jungseon-eup (11 902 habitants), Sabuk (사북, 6247 hab.), Gohan (고한, 5256 hab.) et Shindong (신동, 4248 hab.) ainsi que de 5 communes (myeon) qui sont Imgye (임계, 4038 hab.), Nam-myeon (남면 , 3431 hab.), Bukpyeong (북평, 2749 hab.), Yeoryang (여량, 2388 hab.) et Hwaam (화암, 1789 hab.). Au total, c'est une région peu densément peuplée : avec 41 269 habitants en 2008, la densité de population n'atteint que 34 hab/km2. Le nombre d'habitants est actuellement en baisse rapide : en l'an 2000, 51 734 personnes étaient encore présentes.
Le point culminant est le Gariwangsan à 1561 mètres d'altitude. Les autres montagnes importantes sont au nord le Balwangsan (1391 m) et au sud-est le Baekunsan (1426 m) et le Daedeoksan (1307 m). En janvier, la température moyenne descend à -6,2 °C ; elle monte à 24,3 °C au mois d'aout. La région est bien arrosée : il tombe 1350 mm de précipitations par an.

## Économie
Dans ce district forestier, seul 9 % du territoire est cultivé et les rizières n'occupent que 9 km2. L'agriculture tente de profiter du climat montagnard est de ses différences de température marquées pour la production de spécialités. Ainsi, le district assure 19 % de la production nationale d'herbe médicinale (1517 tonnes), en particulier du ginseng, du camphre, du ganoderme luisant et de l'hedysarum.
Au XXe siècle, c'était un grand centre d'extraction du charbon. La production a culminé en 1988 à 6 511 000 tonnes. À cette époque, 44 compagnies employaient 15 284 personnes. Actuellement, il ne reste qu'une entreprise produisant 445 000 tonnes sur un an. La production minière se résume maintenant essentiellement à 14 carrières de calcaire (2 030 000 tonnes) et à deux mines de fer et de zinc (251 000 tonnes). L'or a été exploité dans la grotte de Hwaam de 1922 à 1945.
Le district produit 300 000 tonnes d'acier.

## Culture et tourisme
Le district de Jeongseon abrite plusieurs dizaines de trésors nationaux ou provinciaux : 
- La maison[11] du fils de Lee Dan-ha, un ministre de la dynastie Joseon, présente ses vêtements[12].
- Les ruines des forteresses sur les monts Goseong et Songgae, cette dernière dominant la ville de Gangneung et la mer du Japon[13].
- Jeongamsa, un temple bouddhiste fondé en 643 avec une vieille pagode en pierre de 9 m.
- L'académie confucéenne de Jeongseon, reconstruite en 1613 après avoir été détruite par une inondation[14].
- Un musée historique présentant des objets traditionnels et des mines[15].
- Les grottes de Hwaam[10] et de Biryong, longue de plus de 2 km[16].
- Le plus grand murier de Corée, âgé de 500 ans[17].
- Des sanctuaires et des tombes de toutes les époques[18].
- Des dolmens[19].

La chanson de l'Arirang de Jeongseon est au cœur d'un festival qui se tient au début du mois d'octobre. Jeongseon est aussi réputée pour son marché qui se tient tous les cinq jours et qui propose des légumes et des herbes de montagne.

## Personnages célèbres
- Yi Dan-ha, ministre du XVIIe siècle.
- Kim Si-jung (김시중,  1883-1909), membre de l'armée vertueuse contre la mise en place du protectorat japonais.
- Won Bin (1977- ), acteur.
- Seol Ki-hyeon (1979- ), footballeur.

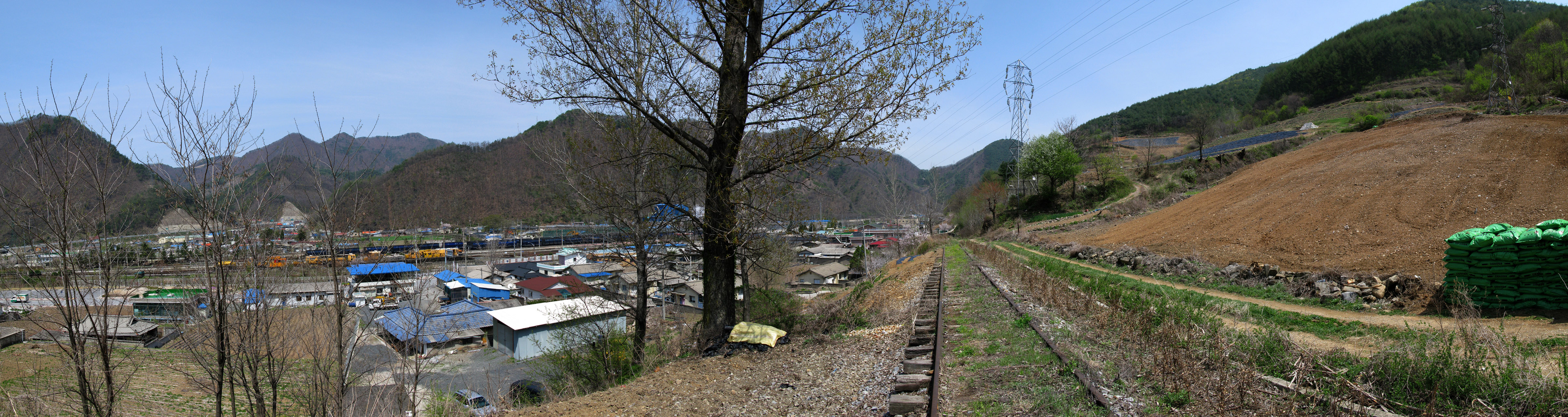
Vue panoramique de Yemi près de Sindong